# Clarissimyia pallipes
Clarissimyia pallipes är en tvåvingeart som först beskrevs av Lindner 1964.  Clarissimyia pallipes ingår i släktet Clarissimyia och familjen vapenflugor. Inga underarter finns listade i Catalogue of Life.